# Doughboys (filme)
Doughboys é um filme americano de 1930, do gênero comédia de guerra, dirigido por Edward Sedgwick, com roteiro de Richard Schayer, Al Boasberg e Sidney Lazarus.
É o segundo filme estrelado por Keaton.

## Sinopse
Enquanto o milionário Elmer tenta seduzir uma vendedora durante um desfile de recrutamento, seu motorista decide se alistar e pede demissão. Em busca de um novo motorista para servi-lo, Elmer acaba se alistando por engano. Uma vez enviado ao front, acaba virando herói — por acidente.

## Elenco
- Buster Keaton como Elmer
- Sally Eilers como Mary
- Cliff Edwards como Nescopeck
- Edward Brophy como sgt. Brophy
- Victor Potel como Svendenburg
- Arnold Korff como Gustav
- Frank Mayo como cap. Scott
- Pitzy Katz como Abie Cohn
- William Steele como tenente Randolph
- Edward Sedgwick como Guggleheimer

## Recepção
Keaton teve uma contribuição criativa em Doughboys, que foi parcialmente inspirado por sua própria experiência na Primeira Guerra Mundial. Embora os escritores continuassem inserindo trocadilhos e piadas verbais no roteiro, Keaton insistia em que seu diálogo, pelo menos, fosse menos "brincalhão". Keaton sentiu que Doughboys era o melhor dos filmes que fez para a MGM.